# Pädagogische Hochschule Wallis
Die Pädagogische Hochschule Wallis (PHVS) ist eine Pädagogische Hochschule auf Tertiärstufe mit Sitz in Brig-Glis und St. Maurice im Kanton Wallis.
Die Hochschule nahm am 15. September 2001 nach Restrukturierung den Betrieb auf und bietet Lehrpersonal Aus- und Weiterbildung sowie Forschung, insbesondere für berufliche Grundausbildung der Lehrpersonen für den Unterricht an den Kindergärten und Primarschulen.
Die PHVS ist durch die Schweizerische Konferenz der kantonalen Erziehungsdirektoren (EDK) akkreditiert und hat den Status einer pädagogischen Hochschule.